# Тирак, Отто
Отто Георг Тирак (нем. Otto Georg Thierack; 19 апреля 1889, Вурцен, Саксония — 22 ноября 1946, Эзельсхейде близ Падерборна) — немецкий нацистский государственный деятель, группенфюрер СА и СС (1942). Президент Народной судебной палаты (1936—1942), рейхсминистр юстиции Германии (1942—1945).

## Биография
Тирак изучал юриспруденцию в Марбургском и Лейпцигском университетах; в феврале 1914 года получил степень доктора права. Добровольцем участвовал в Первой мировой войне, дослужился до лейтенанта, был награждён Железным крестом 2-го класса.
В 1918 году демобилизован; практикующий юрист в Лейпциге. В 1920 году поступил на государственную службу асессором. В 1921 году назначен общественным обвинителем земельного суда в Лейпциге, в 1926 году — Высшего земельного суда в Дрездене.
1 августа 1932 года вступил в НСДАП.
После прихода к власти нацистов в 1933 году назначен министром юстиции Саксонии. В 1935 стал вице-президентом Имперской судебной палаты в Лейпциге и уполномоченным Имперского министерства юстиции по унификации земельной юстиции. При создании должности президента Народной судебной палаты 1 мая 1936 назначен её президентом.
С августа 1939 года по апрель 1940 года служил в армии, капитан. 24 августа 1942 года назначен имперским министром юстиции и президентом Академии германского права.
21 апреля 1943 года санкционировал депортацию польских и еврейских заключённых из тюрем Имперского министерства юстиции в концлагеря.
Сохранил должность в правительстве К. Дёница. В мае 1945 года арестован британскими войсками. Должен был предстать перед американским процессом над нацистскими судьями, однако покончил с собой, приняв яд, в лагере для перемещённых Зеннелагер.